# Kenny Robinson
Kenneth Robinson Jr. (Wilkinsburg, 8 gennaio 1999) è un giocatore di football americano statunitense che milita nel ruolo di safety per i Carolina Panthers della National Football League (NFL).

## Carriera

### St. Louis BattleHawks
Nel 2017 e 2018 Robinson giocò a football alla West Virginia University. Nel 2020, per aiutare la madre malata di cancro, giocò nei St. Louis BattleHawks della XFL, mettendo a segno 21 tackle e 2 intercetti prima che la lega chiudesse le operazioni.

### Carolina Panthers
I Carolina Panthers scelsero Robinson nel corso del quinto giro (152º assoluto) del Draft NFL 2020, l'unico giocatore della XFL ad essere scelto nel Draft. Nella sua stagione da rookie disputò 9 partite, con un placcaggio.